# Hasičský automobil

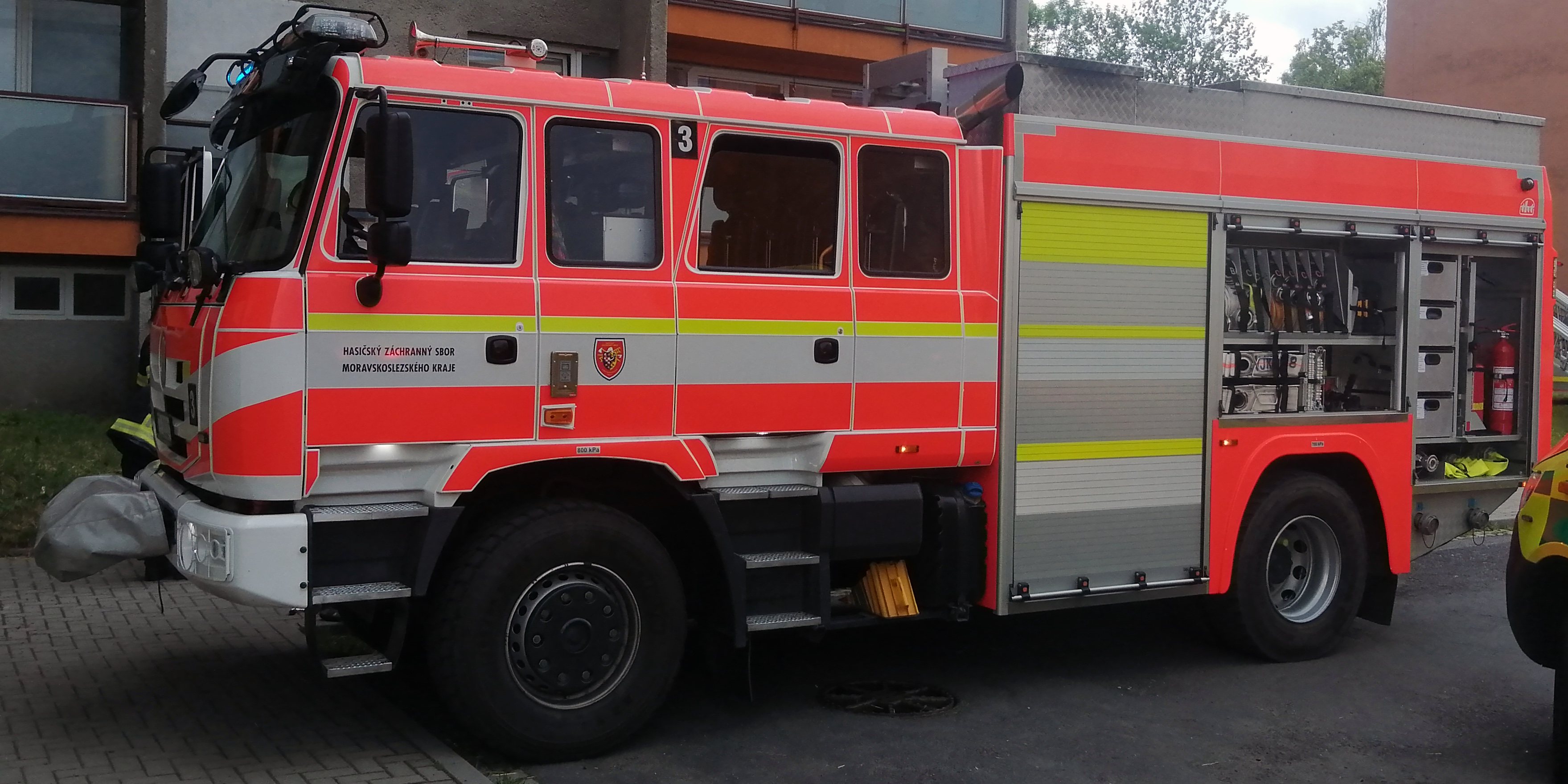
Tatra Terra CAS 20-4000-240-S2T HZS MSK Stanice Kopřivnice

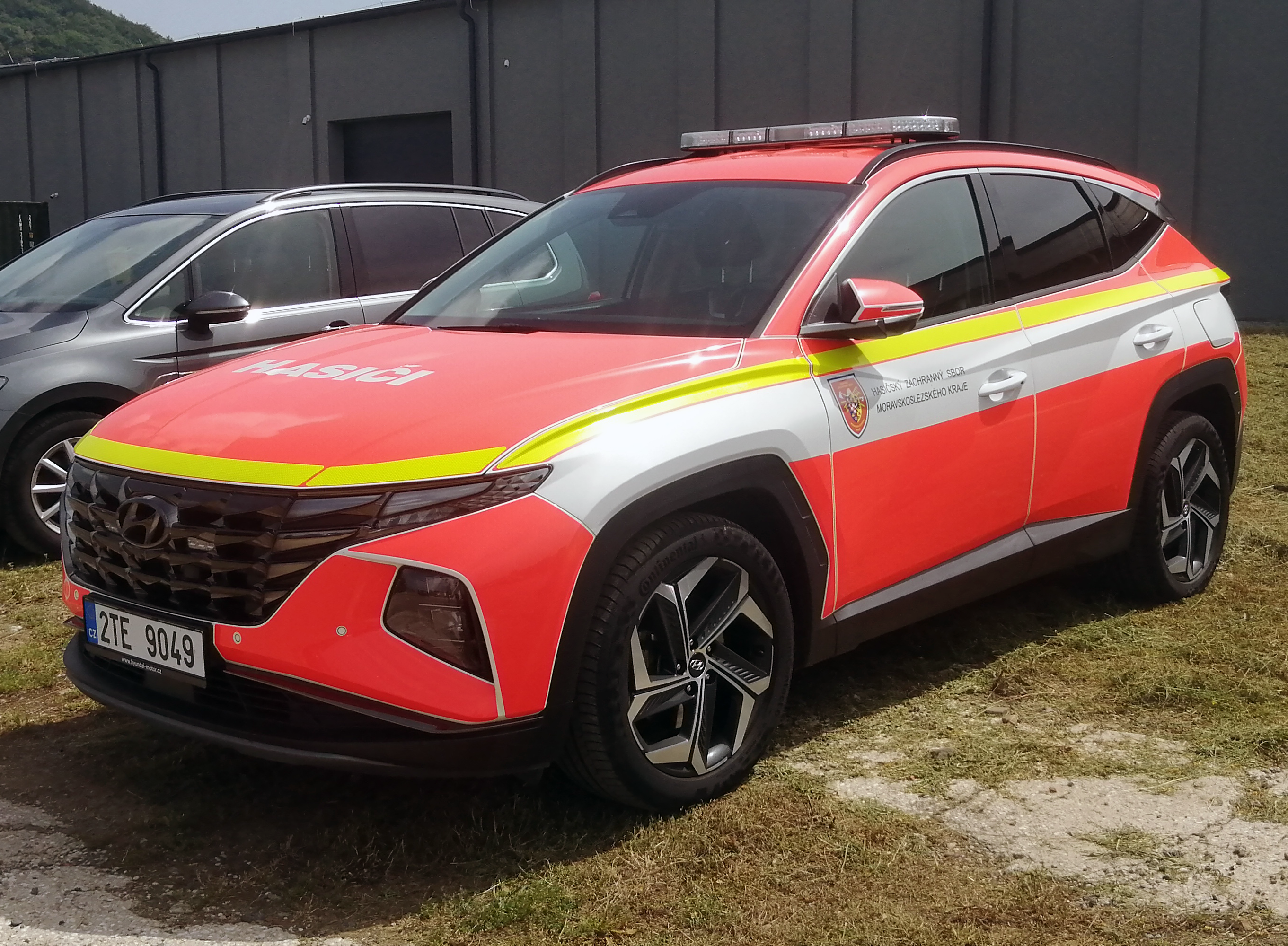
VEA HZS MSK Stanice Kopřivnice

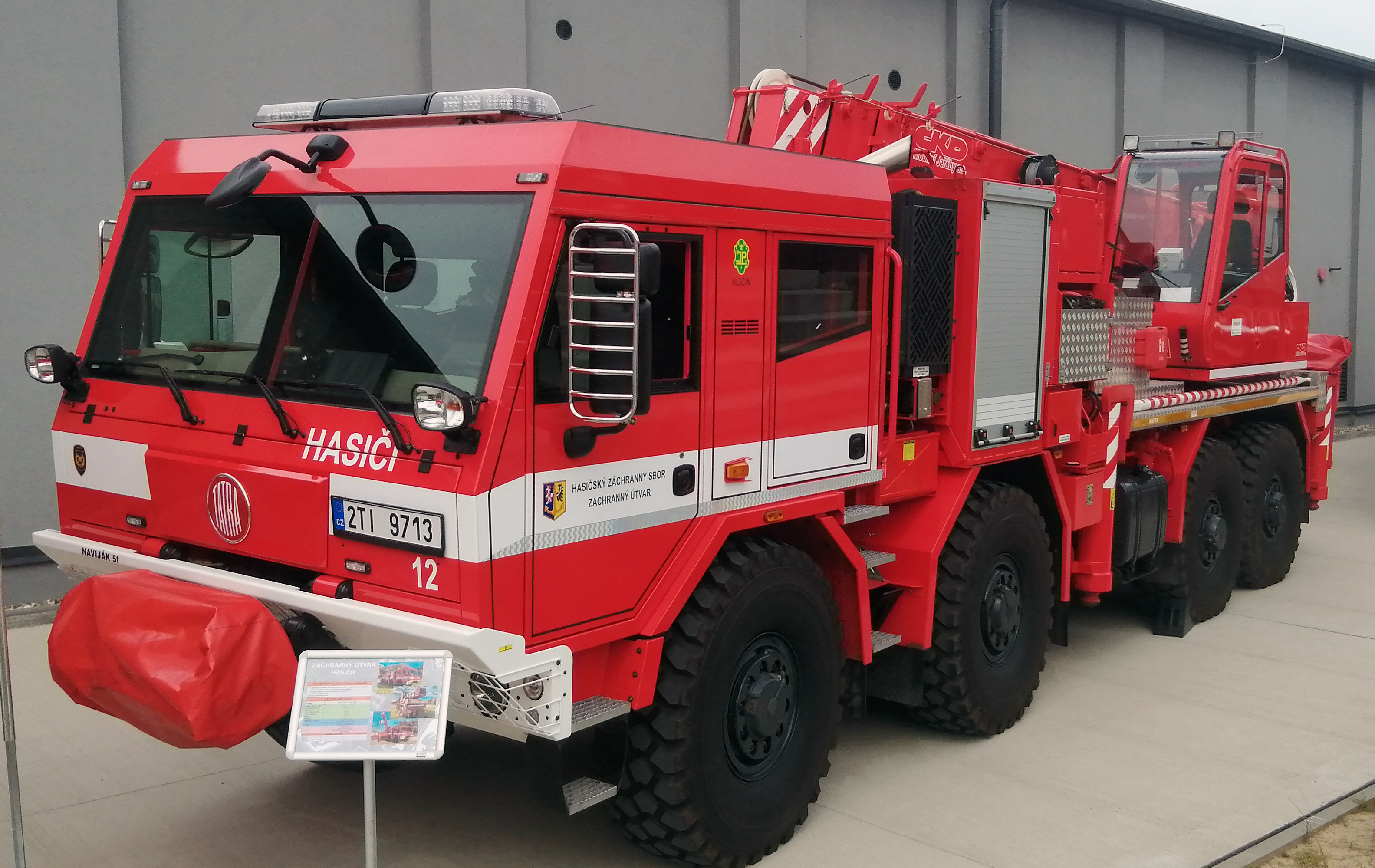
Tatra Force 8x8 VYA 30 HZS ZÚ

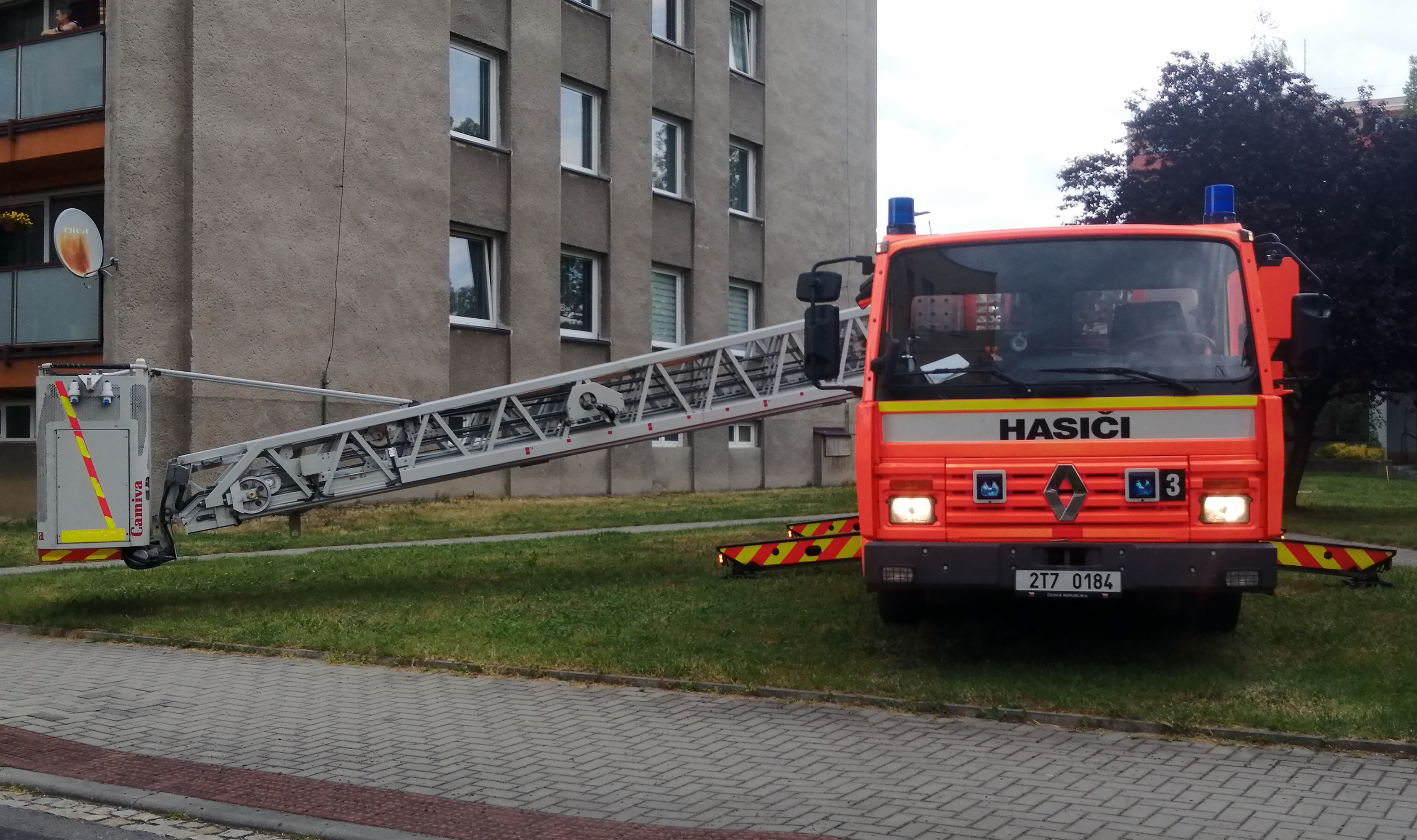
AZ 30 – Renault Camiva EPA 30S

Hasičský vůz je automobil používaný Hasičskými sbory a Sbory dobrovolných hasičů vybavený pro účely hasení požárů nebo záchranných činností.
V ČR se užívá označení např.: CAS 20 4000/240 S2T – Cisternová automobilová stříkačka, 20 hl/min, 4000 l vody, 240 l pěnidla, Těžká hmotnostní kategorie, Smíšené vozidlo (do terénu i na silnici), výbava pro technické zásahy

## Typologie
- Hasicí a záchranné vozy
  - Automobilové stříkačky
    - Dopravní automobil (DA)
    - Automobilová stříkačka (AS)
    - Cisternová automobilová stříkačka (CAS)

  - Automobil na hašení specifických požárů
    - Pěnový hasicí automobil (PHA)
    - Plynový hasicí automobil (PLHA)
    - Práškový hasicí automobil (PRHA)
    - Kombinovaný hasicí automobil (KHA)
- Výšková záchranná automobilová technika
  - Otočný automobilový žebřík (AZ)
  - Výšková automobilová plošina (AP)
- Rychlý zásahový automobil (RZA)
- Vyproštovací automobil (VYA)
- Záchranný automobil (ZA)
- Sanitní automobil (SA)
- Technický automobil (TA)
- Technický automobil pro chemické zásahy (TACH)
- Vozidlo štábu velitele zásahu (ŠVZ)
- Velitelský a štábní automobil (VEA, ŠA)
- Vyšetřovací automobil (VA)
- Automobil na přepravu osob
- Pomocný automobil
- Ostatní speciální automobily